# La Salle-Prunet
La Salle-Prunet è un ex comune francese, oggi frazione, del dipartimento della Lozère nella regione dell'Occitania. Dal 1º gennaio 2016 si è fuso con il comune di Florac per formare il nuovo comune di Florac-Trois-Rivières.

## Società

### Evoluzione demografica
Abitanti censiti